# Gonomyia melanostyla
Gonomyia melanostyla là một loài ruồi trong họ Limoniidae. Chúng phân bố ở miền Australasia.